# Джессіка Фолкер
Джессіка Елізабет Анжелік Фолкер (народилася 9 липня 1975), професійно відома як Джессіка, — шведська співачка. Її дебютний альбом Jessica у 1998 році використовував її мононім, тоді як у наступному альбомі Dino згадувалась Джессіка Фолкер. Її наступні альбоми På svenska у 2005 році та Skin Close у 2007 році використовували її повне ім’я Джессіка Фолкер. Вона найбільш відома своїми двома міжнародними хітами «Tell Me What You Like» і «How Will I Know (Who You Are)» у 1998 році, а також за «(Crack It) Something Going On», у якому звучить її вокал і який став великим хіт для Bomfunk MC у 2002 році.

## Біографія
Фолкер народилася як Джессіка Елізабет Анжелік Фолкер у Тебі, Стокгольм, 9 липня 1975 року. Її мати - шведка, а батько - із Сенегалу.
Джессіка відвідувала музичну школу Адольфа Фредріка в Стокгольмі шість років до 17 років. Її велика мрія стати співачкою здійснилася, коли вона стала бек-вокалісткою для Ace of Base і Dr. Alban. Вона також виконала приспів у хіті Leila K «Electric» і зробила бек-вокал для E-Type.
Над дебютним альбомом Джесіки, названим просто Джессіка і випущеним восени 1998 року, вона працювала з композитором і продюсером Максом Мартіном, відомим тим, що написав пісню Брітні Спірс Baby One More Time. Альбом миттєво став хітом, а Джессіка відразу стала міжнародною зіркою. У результаті Джессіка вирушила до Азії для шеститижневого рекламного туру по Японії, Філіппінах, Південній Кореї, Тайвані та Таїланді, що призвело до високих продажів у регіоні, включно з продажем золота. У Південній Кореї її ремейк класичної композиції Девіда Фостера Goodbye був використаний як основна балада для фільму A Promise і швидко став піснею, яку найчастіше слухають на південнокорейському радіо.